# Tatiana Janíčková
Tatiana Janíčková, née le 12 avril 1994, est une trialiste VTT professionnelle slovaque.

## Palmarès

### Championnat du monde de VTT trial
- 2010 Mont Sainte-Anne
  -  Médaillée de bronze du vélo trial 20 pouces
- 2012 Saalfelden Leogang
  -  Médaillée de bronze du vélo trial 20 pouces
- 2013 Pietermaritzburg
  -  Championne du monde de vélo trial 20 pouces
- 2014 Lillehammer-Hafjell
  -  Championne du monde de vélo trial 20 pouces
- 2015 Vallnord
  -  Médaillée d'argent du vélo trial 20 pouces

### Autres
- 2012
  - Championne d'Europe de vélo trial
  - Vainqueur de la coupe du monde de vélo trial
- 2013
  - Vainqueur de la coupe du monde de vélo trial
  - 2e du championnat d'Europe de vélo trial
- 2014
  - Championne d'Europe de vélo trial
  - Vainqueur de la coupe du monde de vélo trial
- 2015
  - Championne d'Europe de vélo trial
  - Vainqueur de la coupe du monde de vélo trial
- 2016
  - Championne d'Europe de vélo trial
  - 2e du championnat d'Europe de vélo trial